# Systella gestroi
Systella gestroi är en insektsart som beskrevs av Bolívar, I. 1905. Systella gestroi ingår i släktet Systella och familjen Trigonopterygidae. Inga underarter finns listade i Catalogue of Life.